# Жемайчю-Науместское староство
Жемайчю-Науместское староство (лит. Žemaičių Naumiesčio seniūnija) — одно из 11 староств Шилутского района, Клайпедского уезда Литвы. Административный центр — местечко Жемайчю-Науместис.

## География
Расположено на западе Литвы, в центральновосточной части Шилутского района, недалеко от побережья Куршского залива.
Граничит с Гардамским староством на севере, Вайнутским — на востоке, Катичяйским — на юго-востоке, Усенайским — на юге, Юкнайчяйским — на западе, и Шилутским — на северо-западе.
Общая площадь староства составляет 11137,5 га, из которых: 83,5 % занимают сельскохозяйственные угодья, 16 % — леса, 0,5 % — водная поверхность.
По территории староства протекают следующие реки: Мядинупе, Шиша, Плашкуотас, Гружтупис, Мирглонас, Гирупис, Шярине, Ляндра, Шялмуо, Пилупис, Шустис, Ванагис, Галнуте. Также на территории староства расположены водохранилища: Жемайчю-Науместисское (образуемое плотиной на реке Шустис), Макяйское (образуемое плотиной на реке Ванагис) и Дягучяйское (образуемое плотиной на реке Мирглонас в деревне Дягучяй).

## Население
Жемайчю-Науместское староство включает в себя местечко Жемайчю-Науместис и 33 деревни.